# Nubithia grisescens
Nubithia grisescens är en insektsart som beskrevs av Stsl 1859. Nubithia grisescens ingår i släktet Nubithia och familjen sköldstritar. Inga underarter finns listade i Catalogue of Life.